# Euphorbia cubensis
Euphorbia cubensis är en törelväxtart som beskrevs av Pierre Edmond Boissier. Euphorbia cubensis ingår i släktet törlar, och familjen törelväxter. Inga underarter finns listade i Catalogue of Life.